# Tokod, Komárom-Esztergom
Tokod  este un sat în districtul Esztergom, județul Komárom-Esztergom, Ungaria, având o populație de 4.209 locuitori (2011). 

## Demografie
Componența etnică a satului Tokod
     Maghiari (96,85%)
     Germani (1,23%)
     Romi (1,15%)
     Necunoscut (0,27%)
     Alții (0,49%)
Componența confesională a satului Tokod
     Romano-catolici (41,34%)
     Fără religie (17,75%)
     Reformați (4,63%)
     Necunoscută (34,95%)
     Alte religii (2,33%)
Conform recensământului din 2011, satul Tokod avea 4.209 locuitori. Din punct de vedere etnic, majoritatea locuitorilor (96,85%) erau maghiari, existând și minorități de germani (1,23%) și romi (1,15%). Apartenența etnică nu este cunoscută în cazul a 0,27% din locuitori. Nu există o religie majoritară, locuitorii fiind romano-catolici (41,34%), persoane fără religie (17,75%) și reformați (4,63%). Pentru 34,95% din locuitori nu este cunoscută apartenența confesională.